# かつて天才だった俺たちへ
『かつて天才だった俺たちへ』（かつててんさいだったおれたちへ）は、2020年8月26日に発売されたCreepy Nutsのメジャー2枚目のミニ・アルバム。

## 背景
メジャー2枚目のミニアルバム。配信限定シングル「オトナ」「サントラ」、アルバムタイトル曲「かつて天才だった俺たちへ」などを収録。

## 制作
本作は新型コロナウイルスの感染拡大により発令した緊急事態宣言中に制作が進められ、外出自粛期間終了後に形にしていったという。自粛期間があったことにより制作に集中できる時間ができ、内容が濃い作品になったという。

## リリース・プロモーション
前作『よふかしのうた』同様、初回生産限定盤であるライブDVD盤と通常盤であるラジオ盤の2形態で発売された。ライブDVD盤にはCDに加え2019年12月6日に新木場スタジオコーストにて行われたCreepy Nuts ワンマンツアー2019「よふかしのうた」の模様をダイジェスト収録。ラジオ盤には曲と曲の間にトークが入り、あたかもラジオ番組を聴いているような構成となっている。
| 形態        | 規格   | 規格品番    |
| ----------- | ------ | ----------- |
| ライブDVD盤 | CD+DVD | AICL-3922~3 |
| ラジオ盤    | CD     | AICL-3924   |

| 対象店舗                                                                   | 特典内容                                                      |
| -------------------------------------------------------------------------- | ------------------------------------------------------------- |
| TSUTAYA RECORDS（一部店舗除く）/ TSUTAYAオンラインショッピング（予約のみ） | オリジナルステッカー(かつて天才だった俺たちへ ver.)           |
| 楽天ブックス                                                               | オリジナルアクリルキーホルダー(かつて天才だった俺たちへ ver.) |
| Amazon.co.jp                                                               | メガジャケ(24cm×24cm)                                         |
| セブンネットショッピング                                                   | 巾着袋                                                        |
| Creepy Nuts応援店                                                          | 告知ポスター（B2サイズ）                                      |

## 評価
全日本CDショップ店員組合開催の第13回CDショップ大賞2021に本作が入賞した。

## 収録内容

### ライブDVD盤
| #         | タイトル                                     | 作詞       | 作曲       | 編曲             | 時間  |
| --------- | -------------------------------------------- | ---------- | ---------- | ---------------- | ----- |
| 1.        | 「ヘルレイザー」                             | R-指定     | DJ松永     | DJ松永, 川口大輔 | 3:46  |
| 2.        | 「耳無し芳一Style」                          | R-指定     | DJ松永     | DJ松永           | 3:23  |
| 3.        | 「オトナ」                                   | R-指定     | DJ松永     | DJ松永           | 3:21  |
| 4.        | 「日曜日よりの使者」(Creepy Nuts × 菅田将暉) | 甲本ヒロト | 甲本ヒロト | 亀田誠治         | 6:10  |
| 5.        | 「サントラ」(Creepy Nuts × 菅田将暉)         | R-指定     | DJ松永     | DJ松永, 川口大輔 | 4:10  |
| 6.        | 「Dr.フランケンシュタイン」                  | R-指定     | DJ松永     | DJ松永           | 2:34  |
| 7.        | 「かつて天才だった俺たちへ」                 | R-指定     | DJ松永     | DJ松永           | 3:35  |
| 合計時間: | 合計時間:                                    | 合計時間:  | 合計時間:  | 合計時間:        | 26:49 |

| #   | タイトル                   | 作詞 | 作曲・編曲 |
| --- | -------------------------- | ---- | ---------- |
| 1.  | 「板の上の魔物」           |      |            |
| 2.  | 「手練手管」               |      |            |
| 3.  | 「紙様」                   |      |            |
| 4.  | 「よふかしのうた」         |      |            |
| 5.  | 「犬も食わない」           |      |            |
| 6.  | 「メジャーデビュー指南」   |      |            |
| 7.  | 「阿婆擦れ」               |      |            |
| 8.  | 「トレンチコートマフィア」 |      |            |
| 9.  | 「月に遠吠え」             |      |            |
| 10. | 「グレートジャーニー」     |      |            |
| 11. | 「スポットライト」         |      |            |
| 12. | 「生業」                   |      |            |

### ラジオ盤
| 構成 [ラジオトーク]: 福田卓也。 |                                              |            |            |      |
| #                               | タイトル                                     | 作詞       | 作曲・編曲 | 時間 |
| 1.                              | 「OPトーク」                                 |            |            | 8:17 |
| 2.                              | 「ヘルレイザー」                             | R-指定     | DJ松永     | 3:47 |
| 3.                              | 「トーク：最強タトゥーマン」                 |            |            | 5:53 |
| 4.                              | 「耳無し芳一Style」                          | R-指定     | DJ松永     | 3:20 |
| 5.                              | 「トーク：オトナ対決」                       |            |            | 3:45 |
| 6.                              | 「オトナ」                                   | R-指定     | DJ松永     | 3:19 |
| 7.                              | 「トーク：地元おすすめスポット2020」         |            |            | 4:4  |
| 8.                              | 「日曜日よりの使者」(Creepy Nuts × 菅田将暉) | 甲本ヒロト | 甲本ヒロト | 6:08 |
| 9.                              | 「トーク：サントラの話」                     |            |            | 5:44 |
| 10.                             | 「サントラ」(Creepy Nuts × 菅田将暉)         | R-指定     | DJ松永     | 4:09 |
| 11.                             | 「トーク：ラッパーフランケンシュタイン」     |            |            | 5:20 |
| 12.                             | 「Dr.フランケンシュタイン」                  | R-指定     | DJ松永     | 2:32 |
| 13.                             | 「トーク:天才だった頃」                      |            |            | 4:46 |
| 14.                             | 「かつて天才だった俺たちへ」                 | R−指定     | DJ松永     | 3:34 |
| 15.                             | 「EDトーク」                                 |            |            | 3:04 |
| 合計時間:                       | 合計時間:                                    | 68:30      |            |      |

## 楽曲解説
ヘルレイザー
「ヘルレイザー」とは放蕩者、やんちゃという意味。元々はDJ松永のトラックの仮タイトルが「ヘルレイザー」だった。
ライブに仮託した曲で、R-指定曰く「映画の「ヘルレイザー」には封印を解くと究極の快楽を得られる箱が出てくるんですけど、今封印されてる箱ってやっぱりクラブやライブハウスですよね。だからその箱を開いて究極の快楽を得たいよな、つまりライブしたいなって。」。
耳無し芳一Style
ボースティング曲。耳なし芳一とは、怪談であり、タトゥーやブリンブリンをしないR-指定の体に無数のリリックが浮かんでくる様を全身にお経を書いた芳一に重ねている。
オトナ
テレビ東京系 ドラマ24『コタキ兄弟と四苦八苦』オープニングテーマ。
本アルバムの中で最初に完成した曲。
日曜日よりの使者 (Creepy Nuts × 菅田将暉)
THE HIGH-LOWSの楽曲のカバー。Creepy Nutsが2018年に出演した「VIVA LA ROCK」で亀田誠治、ピエール中野、津野米咲らバンド隊とパフォーマンスしていたもの。レコーディングに新たに菅田将暉が参加している。
サントラ (Creepy Nuts × 菅田将暉)
日本テレビ系『スッキリ』7月テーマソング。
ラジオで交流がある菅田将暉とのコラボ曲。スチャダラパー×小沢健二の「今夜はブギー・バック」のような構図の曲を目指し制作された。
ミュージックビデオが制作されている。監督は林響太朗。
Dr.フランケンシュタイン
自分を作ってくれた恩師や社会に対して「ありがとうございました」と伝える卒業ソングとして制作された。
かつて天才だった俺たちへ
帝京平成大学TV-CMソング。
アルバムタイトル曲であり、アルバムの軸になる曲。ディレクターの「自分の道を貫いた人が勝てる時代になりましたね」という一言から“自分たちの道”というアイデアにつながっていった。
「自分だけの信じる道を進め。」というメッセージをテーマにミュージックビデオが製作された。撮影地は帝京平成大学中野キャンパス。2020年8月19日にYouTubeで公開された。監督は永田俊、山本広司（N2B+peledona） 。
このミュージックビデオは2020年10月30日、音楽アワード『MTV VMAJ 2020』にてBest Hip Hop Video(最優秀ヒップホップビデオ賞)を受賞した。
2025年7月には、Billboard JAPANのストリーミング集計において、総再生回数が1億回を突破していたことが判明した。

## クレジット

### Creepy Nuts
R-指定: MC
DJ松永: DJ

### Additional Musician
| ヘルレイザー - Drums: soki-木村創生 - Baby Bass: 南條レオ - Tenor Saxophone: 石川周之介 - All Other Instruments: DJ松永，川口大輔 耳無し芳一Style オトナ - Piano: 川口大輔 - Guitar: 石成正人 - Bass: 前田逸平 日曜日よりの使者 (Creepy Nuts × 菅田将暉) - Drums: ピエール中野(凛として時雨) - Bass: 亀田誠治 - Guitar: 加藤隆志(東京スカパラダイスオーケストラ) - Guitar, Organ: 津野米咲(赤い公園) | サントラ (Creepy Nuts × 菅田将暉) - Drums: soki-木村創生 - Bass: 大新田智彦 - Guitar: 磯貝一樹 - All Other Instruments: DJ松永，川口大輔 Dr.フランケンシュタイン - Drums: soki-木村創生 - Guitar: 磯貝一樹 かつて天才だった俺たちへ - Organ: 川口大輔 - Drums: soki-木村創生 - W.Bass: 前田逸平 - Electric Sitar: 磯貝一樹 ラジオトーク - 構成: 福田卓也 |

## タイアップ
| 起用年 | 楽曲                              | タイアップ                                                      |
| ------ | --------------------------------- | --------------------------------------------------------------- |
| 2020年 | オトナ                            | テレビ東京系 ドラマ24『コタキ兄弟と四苦八苦』オープニングテーマ |
| 2020年 | サントラ (Creepy Nuts × 菅田将暉) | 日本テレビ系『スッキリ』7月テーマソング                         |
| 2020年 | サントラ (Creepy Nuts × 菅田将暉) | アサヒスーパードライ WEBCM「2020大変よき乾杯」篇CMソング        |
| 2020年 | かつて天才だった俺たちへ          | 帝京平成大学TV-CMソング                                         |

## チャート
| チャート                         | 最高順位 | 出典   |
| -------------------------------- | -------- | ------ |
| オリコン 週間アルバムランキング  | 5        | [ 1 ]  |
| Billboard Japan Hot Albums       | 2        | [ 20 ] |
| Billboard Japan Top Albums Sales | 4        | [ 20 ] |
| Billboard Japan Download Albums  | 3        | [ 20 ] |

## テレビ出演
| 番組名                                           | 日付                     | 放送局     | 演奏曲                   |
| ------------------------------------------------ | ------------------------ | ---------- | ------------------------ |
| プレミアMelodix!                                 | 2020年9月8日 (7日深夜)   | テレビ東京 | かつて天才だった俺たちへ |
| ミュージックステーション                         | 2020年9月18日            | テレビ朝日 | かつて天才だった俺たちへ |
| Love music                                       | 2020年9月21日 (20日深夜) | フジテレビ | かつて天才だった俺たちへ |
| シブヤノオト and more FES.2020                   | 2020年10月10日           | NHK        | かつて天才だった俺たちへ |
| CDTV ライブ!ライブ!                              | 2020年10月19日           | TBS        | かつて天才だった俺たちへ |
| 大正製薬presents プレミアMelodiX! 年末スペシャル | 2020年12月30日           | テレビ東京 | かつて天才だった俺たちへ |
| CDTV ライブ！ライブ！年越しスペシャル 2020→2021  | 2020年12月31日           | TBS        | よふかしのうた           |
| CDTV ライブ！ライブ！年越しスペシャル 2020→2021  | 2020年12月31日           | TBS        | かつて天才だった俺たちへ |

## ライブ・ツアー
本作のリリースを記念したワンマンライブ「Creepy Nuts One Man Live『かつて天才だった俺たちへ』日本武道館公演」、本作を提げたツアー「Creepy Nuts One Man Tour『かつて天才だった俺たちへ』」が開催された。
| 日程               | 開場/開演   | 都道府県 | 会場       |
| ------------------ | ----------- | -------- | ---------- |
| 2020年11月11日(水) | 17:30/19:00 | 東京都   | 日本武道館 |
| 2020年11月12日(木) | 17:30/19:00 | 東京都   | 日本武道館 |

| 日程                  | 開場/開演   | 都道府県 | 会場                 |
| --------------------- | ----------- | -------- | -------------------- |
| 2021年1月9日(土)      | 17:00/18:00 | 大阪府   | Zepp Osaka Bayside   |
| 2021年1月10日(日)     | 17:00/18:00 | 福岡県   | Zepp Fukuoka         |
| 2021年1月15日(金)     | 18:00/19:00 | 愛知県   | Zepp Nagoya          |
| 2021年1月17日(日)     | 17:00/18:00 | 広島県   | 広島クラブクアトロ   |
| 2021年1月24日(日)     | 17:00/18:00 | 宮城県   | 仙台PIT              |
| 2021年1月29日(金)     | 18:00/19:00 | 神奈川県 | KT Zepp Yokohama     |
| 2021年2月7日(日)      | 17:00/18:00 | 北海道   | Zepp Sapporo         |
| 2021年2月10日(水)     | 18:00/19:00 | 東京都   | Zepp Tokyo           |
| 2021年2月11日(木・祝) | 17:00/18:00 | 東京都   | Zepp Tokyo           |
| 2021年2月14日(日)     | 17:00/18:00 | 沖縄県   | 音市場               |
| 2021年2月20日(土)     | 17:00/18:00 | 香川県   | 高松festhalle        |
| 2021年3月5日(金)      | 18:00/19:00 | 新潟県   | 新潟LOTS             |
| 2021年3月6日(土)      | 17:00/18:00 | 新潟県   | 新潟LOTS             |
| 2021年3月11日(木)     | 18:00/19:00 | 大阪府   | Zepp Osaka Bayside   |
| 2021年3月6日(土)      | 16:30/18:00 | 神奈川県 | ぴあアリーナMM       |
| 2021年3月22日(月)     | 18:00/19:00 | 東京都   | 東京ガーデンシアター |
| 2021年3月23日(火)     | 18:00/19:00 | 東京都   | 東京ガーデンシアター |